# Eugorgia
Eugorgia is een geslacht van neteldieren uit de klasse van de Anthozoa (bloemdieren).

## Soorten
- Eugorgia alba Bielschowsky, 1929
- Eugorgia ampla (Verrill, 1864)
- Eugorgia aurantiaca (Horn, 1860)
- Eugorgia beebei Breedy, Williams & Guzman, 2013
- Eugorgia bradleyi Verrill, 1868
- Eugorgia daniana Verrill, 1868
- Eugorgia excelsa Verrill, 1868
- Eugorgia multifida Verrill, 1870
- Eugorgia mutabilis Breedy, Williams & Guzman, 2013
- Eugorgia nobilis Verrill, 1868
- Eugorgia panamensis (Duchassaing & Michelotti, 1864)
- Eugorgia purpurascens Verrill, 1868
- Eugorgia querciformis Bielschowsky, 1918
- Eugorgia rubens Verrill, 1868
- Eugorgia siedenburgae Breedy & Guzman, 2013